# گلابی سوری
گلابی سوری، امرود (نام علمی: Pyrus syriaca) نام یک گونه از سرده گلابی است.